# Agneta Villman
Agneta Johanna Villman, född Haglund 3 december 1956, är en svensk teaterproducent och  teaterchef.
Agneta Villman växte upp i Karlstad och studerade marknadsföring och ekonomi, vilket ledde till arbete på en fastighetsmäklarfirma i Göteborg 1979. I början av 1980-talet blev hon VD-assistent vid Hotell Kung Carl i Stockholm och ett halvår senare hotellchef. Där lärde hon känna husfrun Ewa Egerbladh och de två startade 1985 ett produktionsbolag inom event, företagsarrangemang och underhållning i Stockholm och på turnéer, Egerbladh-Villman Produktion. De arrangerade TV-sända program med artister som Monica Zetterlund, Louise Hoffsten  och storband under tre år på nöjesklubben Melody i Stockholm. Dessutom ordnade man soloturnéer i Sverige med skådespelare och artister som Rikard Wolff, Stina Ekblad, Sven Wollter, Lena Nyman, Berndt Egerbladh, Kim Anderzon och Marie Bergman.
Agneta Villman har två barn. 
På 1990-talet fortsatte Villman verksamheten i egen regi, från 2009 under nya namnet Villman Produktion. Bolaget började producera teater på olika scener, såsom Vem är rädd för Virginia Woolf 2002. Man har också arrangerat stora galor och evenemang för svenska valkampanjer, idrottsgalor, organisationer och företag.
År 2004 köpte Villman Vasateatern i Stockholm tillsammans med Krister Henriksson. De drev teatern fram till 2009, då fastigheten involverades i en kvartersombyggnad och såldes. Sommaren 2011 tog hon istället över Maximteatern. Sedan i maj 2012 är hon i kompanjonskap med skådespelaren Mikael Persbrandt. Hennes företag inkluderar också en kommunikationsutveckling för yrkesmänniskor och tillsammans med coachen och retorik-utbildaren Åsa Coey skrev hon 2006 boken Fantastiska samtal – fantastiska resultat! inom ämnet.